# Charax rupununi
Charax rupununi är en fiskart som beskrevs av Eigenmann 1912. Charax rupununi ingår i släktet Charax och familjen Characidae. Inga underarter finns listade i Catalogue of Life.